# تانیس
| D · a | n · t · Z1 | mw · N36 | N21 · niwt | \| \| | '''یا''' | D · a | , |
|       |            |          |            |       |          |       |   |

|  |

| D · a | n · t · Z1 | mw · N36 | N21 · niwt | \| \| | '''یا''' | D · a | , |
|       |            |          |            |       |          |       |   |

|  |

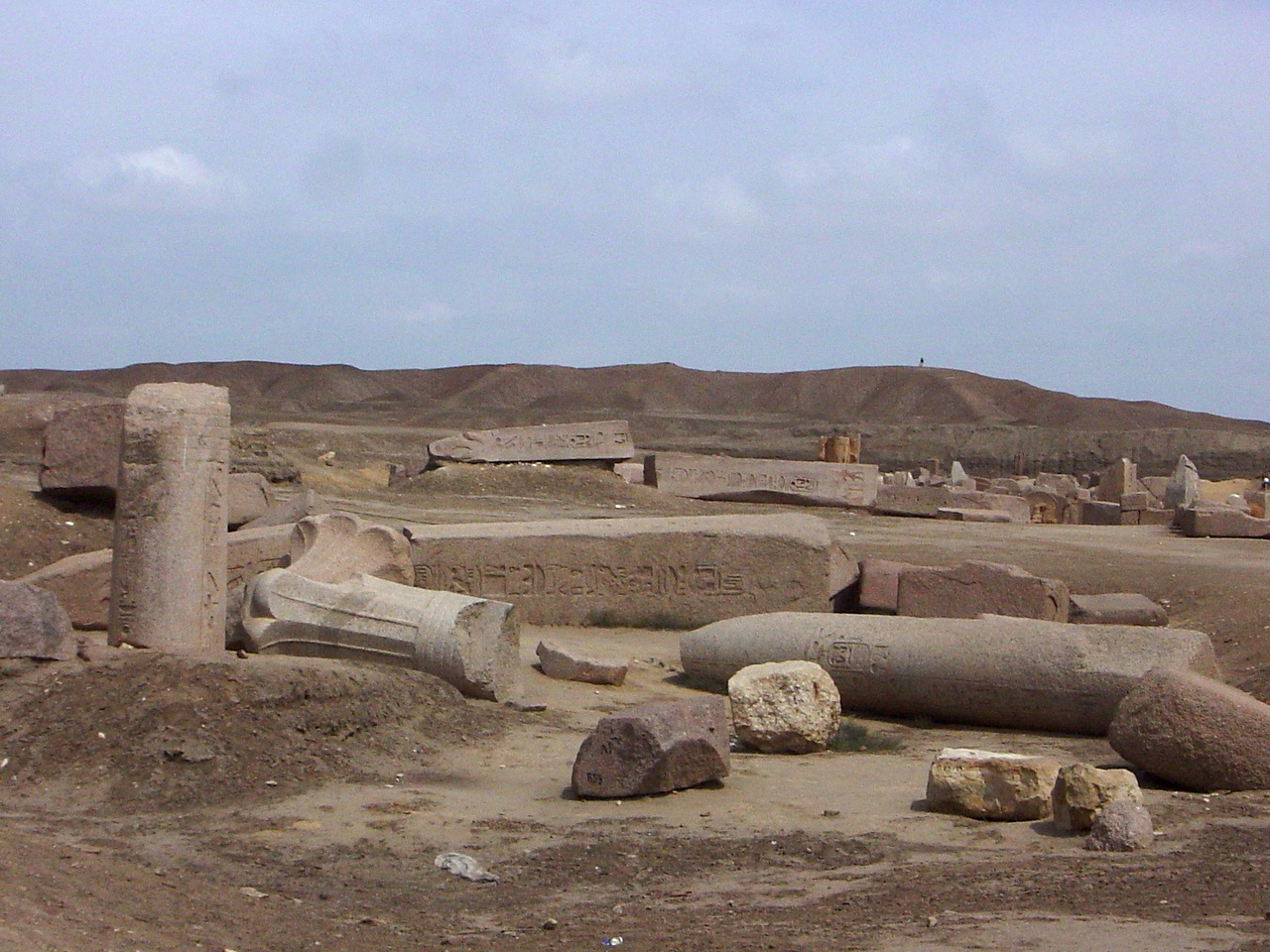
ویرانه‌های تانیس

تانیس(به یونانی: (Τάνις)(در عربی:صان الحجر) نام یونانی شهر باستانی جانت (Djanet) در شمال خاوری دلتای نیل در مصر می‌باشد. این شهر در کنار شاخهٔ قهوه‌ای نیل جای‌گرفته است. 
تانیس در روزگار پایانی دودمان بیستم مصر ساخته و در زمان دودمان بیست و یکم مصر پایتخت مصر باستان گشت. تانیس زادگاه اسمندس بنیادگذار این دودمان بود. در روزگار دودمان بیست و دوم مصر این شهر همچنان پایتخت سیاسی به جا ماند. این شهر همچنان شهری استراتژیک و اقتصادی بود تا اینکه در سدهٔ ششم میلادی سیلاب دریاچه منزله باشندگان آن را تهدید کرد. پس این شهر خالی از مردمان شد و ساکنانش شهر تنیس را در نزدیکی آن ساختند و در آن جاگیر شدند.

## نگارخانه

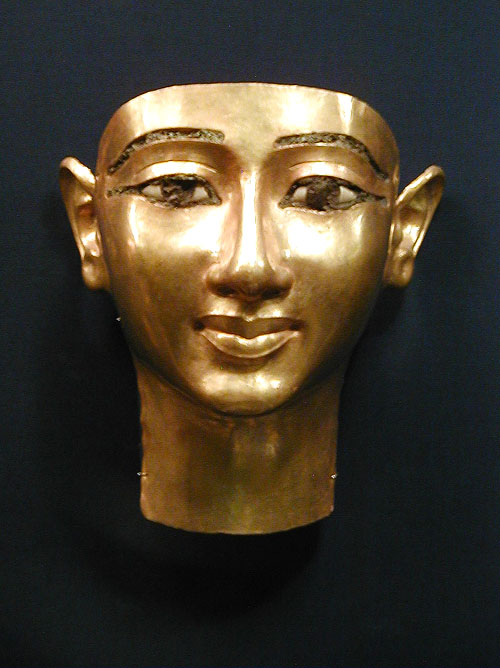
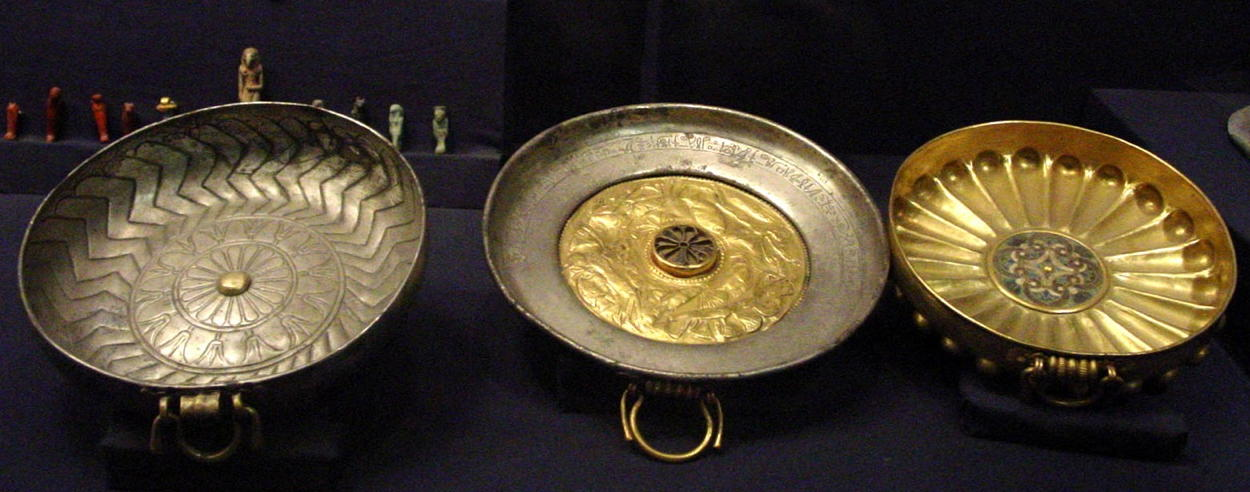
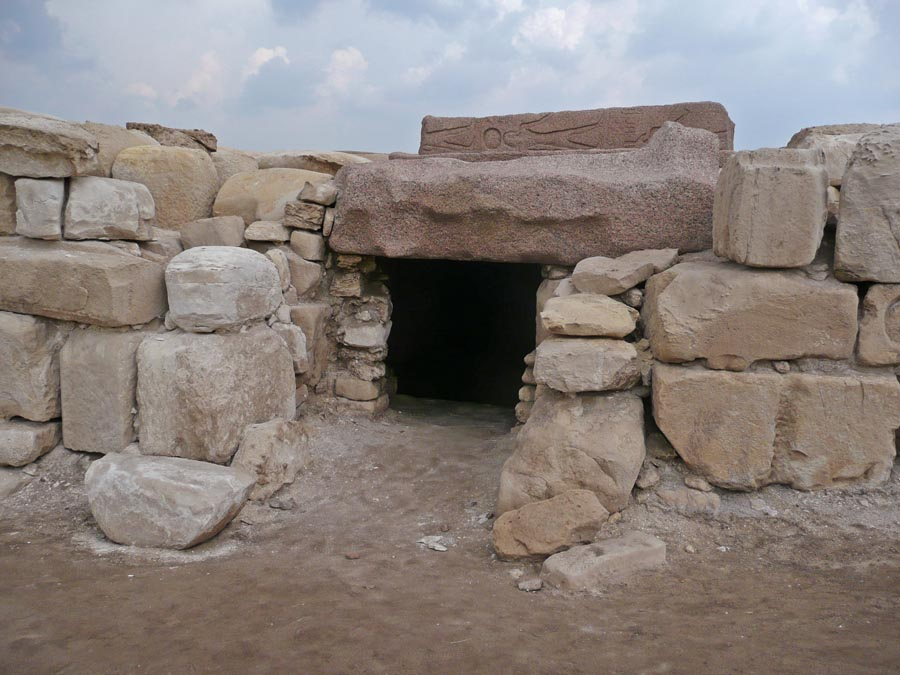